# Marija Woinowna Subowa

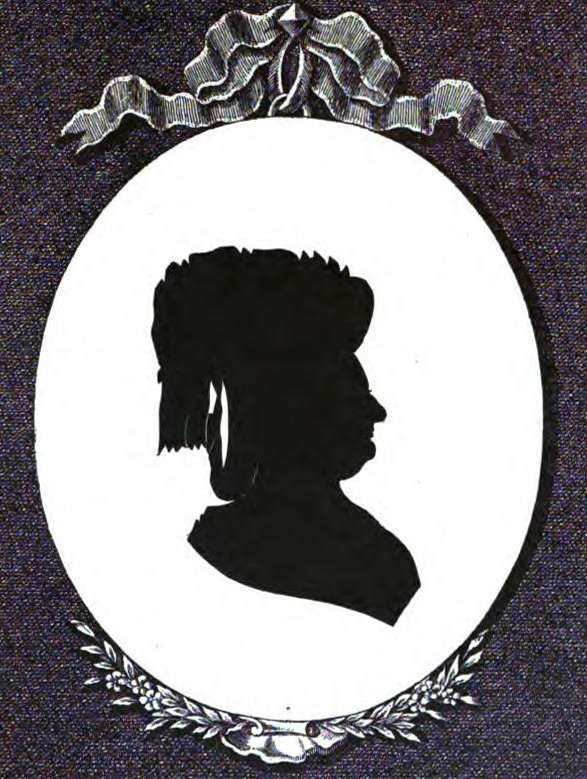
Marija Woinowna Subowa

Marija Woinowna Subowa, geboren Rimskaja-Korsakowa, (russisch Мария Воиновна Зубова, урождённая Римская-Корсакова; * 1749 ?; † September 1799 in St. Petersburg) war eine russische Komponistin und Sängerin.

## Leben
Subowa war Tochter des Vizeadmirals Woin Rimski-Korsakow, heiratete Afanassi Subow (1738–1822), der 1782–1791 Regent der Statthalterschaft Kursk war.
Bekannt wurde Subowa durch Gedichte und insbesondere viele Lieder, von denen einige in Teil II der Liedersammlung von Nikolai Nowikow und Michail Tschulkow 1770 in St. Petersburg veröffentlicht wurden mit einer 2. Auflage 1788. Sie galt als beste Interpretin von Volksliedern auf Abenden der gehobenen Gesellschaft. Die Zeilen eines Liedes wurden zu einer geflügelten Redewendung in der Russischen Sprache, die noch heute verwendet wird. Auch fertigte sie einige Übersetzungen aus dem Französischen an, die jedoch unveröffentlicht blieben.
In einem Brief  Fjodor Rostoptschins vom 9. Oktober 1799 an Semjon Woronzow, in dem er den plötzlichen Tod Subowas durch einen Apoplex beim Boston bei Natalja Sagrjaschskaja mitteilt, charakterisiert er Subowa als eine intelligente und liebenswürdige Frau nach dem Geschmack des Bürgers Mortel, eines Helden in Pierre-Ambroise-François Choderlos de Laclos’ Briefroman Gefährliche Liebschaften.